# 水野佐平
水野 佐平（みずの さへい、1891年（明治24年）5月7日 - 1972年（昭和47年））は日本の箏製作者・和楽器収集家。徳島県勝浦郡出身。大阪市の和楽器店に奉公して2代目を継ぎ、昭和恐慌の際伊丹市に移転した。戦時中に楽器の収集を始め、戦後丹水会館に日本初の楽器展示施設を開いたほか、国内外にコレクションを寄贈し、武蔵野音楽大学に楽器博物館、大阪音楽大学に楽器資料室を開設させた。

## 生涯

### 箏製作へ
1891年（明治24年）5月7日徳島県勝浦郡棚野村坂本（勝浦町坂本）に松浦菅蔵の次男として生まれた。幼名は佐吉。幼少期から音の出る玩具を好み、枝切れや竹棹に糸を張り、音を鳴らして遊んだ。坂本尋常小学校を卒業する際、教諭東条某に楽器製作の道を勧められ、村長新居彦太郎の斡旋で大阪市西区江戸堀北通二丁目の水野琴商に奉公した。奉公初日に和楽器の中から箏を選び、店主水野松太郎、職人河村勝太郎康春の下で箏の製作に励む傍ら、13歳から12年間松下岡乃勾当に演奏も学んだ。
1922年（大正11年）三味線業者石村政之助と共に大阪三越百貨店に邦楽器部を開設した。
1931年（昭和6年）昭和恐慌により経営が悪化する中、宝塚歌劇から宝塚付近にあれば取引を継続してもよいと言い渡され、3月21日伊丹市宮之前の水野楽器現在地に転居した。

### 戦時中
1939年（昭和14年）2月特務機関の依頼で第4師団篠山連隊に属し、中支軍慰問所で蓄音機や楽器の修理に従事しながら、南京に開いた支店で尺八を販売した。一時帰国の後、1939年（昭和14年）10月尺八奏者大藪秀嶺・筝奏者菊井松音・その介助者幸子と4名で邦楽慰問団を結成し、上海・蘇州・南京・九江・徐州等を歴訪しながら古楽器を収集し、11月帰国した。
戦時中は和楽器製作の仕事がなく、チェロ・ヴィオラ・コントラバス・ピアノ・フルート・ヴァイオリン等の洋楽器を収集し、分解して構造を研究した。コレクションは空襲から守るため山中・畑中の小屋に疎開させた。
終戦直後、伊丹字宮ノ下に転居した。戦後、店では駐留軍の求めに応じてギター等の洋楽器も扱うようになった。1946年（昭和21年）西宮市長辰馬夘一郎夫人の仲介で藤田伝三郎から古楽器11面を買い取るなど、旧地主・経営者層が売りに出した楽器を積極的に収集し、コレクションを増やした。

### 丹水会館の建設
1950年（昭和25年）9月猪名野神社東側屋敷内に演奏所を建設し、「伊丹」と「水野」から一字ずつ取って丹水会館と名付けた。1951年（昭和26年）4月杮落としとして宮城道雄の演奏会を開催し、国文学者岡田利兵衞に依頼して会館歌「伊丹賛歌」を作曲した。会館では週2回の講習会や伊丹市教育委員会主催の教養講座を行い、ギター・ヴァイオリン・ハーモニカ・箏・三味線・尺八等が指導された。宮城道雄の演奏会も何度か再開催され、盛況の余り隣の水菜畑が踏み潰され、弁償したこともあった。
1956年（昭和31年）宮城道雄が事故死すると、1957年（昭和32年）6月25日一回忌に当たり、会館内に邦楽器参考品展観所を設け、コレクションを展示した。これは日本初の楽器専門の恒常的展示施設とされる。
なお、丹水会館は1995年（平成7年）阪神・淡路大震災に被災して閉館となり、2007年（平成19年）柿衞文庫敷地内に会館歌碑が再設置された。

### コレクションの寄贈
和楽器の普及、商圏拡大のため、国内外へコレクションを積極的に寄贈した。1961年（昭和36年）5月セルヌスキ博物館副館長ルネイヴォン・ルフェーブル・ダルジャンセ（神戸総領事夫人とも）の来訪を受けた際、太助作の筝に関心を示したため、寄贈を申し出、1962年（昭和37年）1月4日作品は発送された、5月25日自己負担での渡仏を申し出るも、為替管理法の関係で拒否されたことが朝日新聞で報道されると、1963年（昭和38年）6月大阪フランス友好協会の尽力で渡仏が実現し、27日国立パリ音楽院付属楽器博物館で贈呈式、7月17日パリ日本館で同伴者柴田貴美子による演奏会に出席し、イタリア・スイス・イギリスを回って帰国した。
1966年（昭和41年）夏、武蔵野音楽大学楽器陳列室を訪れて和楽器の寄贈を申し出、1967年（昭和42年）10月大学側はこれを契機に独立棟として楽器博物館を開館した。1966年（昭和41年）11月には大阪音楽大学に邦楽器64点を寄贈し、1967年（昭和42年）4月楽器資料室、短期大学第1部・第2部音楽専攻に筝科が設けられた。同年相愛大学にもコレクションを寄贈した。
1966年（昭和41年）武蔵野音楽大学学長福井直弘を通じて西ドイツ・オーストリア両大使から筝の購入を打診され、1968年（昭和43年）7月自作筝2点を寄贈し、それぞれベルリン楽器博物館・ウィーン民族博物館に納められた。
1968年（昭和43年）勲六等単光旭日章を受章した。1972年（昭和47年）死去した。

## 寄贈品

### 武蔵野音楽大学
- 笙 銘「節摺」（ふしずり） - 1250年頃信貴山朝護孫子寺の僧籟尊が国分寺に奉納するため製作したもの[16]。江戸時代に四天王寺楽人林広兼に伝来し、天明元年（1781年）林広猶から仙台藩連歌師猪苗代謙宜を通じて藩主伊達重村の手に渡った[17]。1916年（大正5年）大戦景気の最中、5月16日東京美術倶楽部で売り立てられ、京都の美術商林新助に落札された[18]。蓋見返しに幕府奥絵師狩野栄川院典信下絵による仙台藩蒔絵師中西松立斎達栄の蒔絵、匏部分に京都塩見政誠の金蒔絵、伏見宮邦永親王の銘が入る[19]。
- 箏 – 弘化3年（1846年）畑盛次作[20]。
- 山田流素箏 銘「福寿」 – 重元房吉作[21]。
- 筑紫箏 – 1915年（大正4年）畑盛次作。磯部分に近江八景の金蒔絵が描かれる[22]。
- 三味線 銘「知豊歳」（ちとせ） - 受贈者の70歳祝いに製作された作品。胴四面に京都の春翠による蒔絵が描かれる[23]。

### 大阪音楽大学
- 柳川三味線 銘「時雨」 – 元禄期伝石村近江作[24]。

- 生田流箏 - 嘉永期初代菊岡太助作[25]。
- 生田流箏 - 1860年頃康光作[26]。
- 地歌三味線 - 嘉永期作。菊月使用[27]。
- 義太夫節三味線 - 若村屋柴崎吉兵衛作[28]。
- 平家琵琶 銘「若草」[29]

### 海外

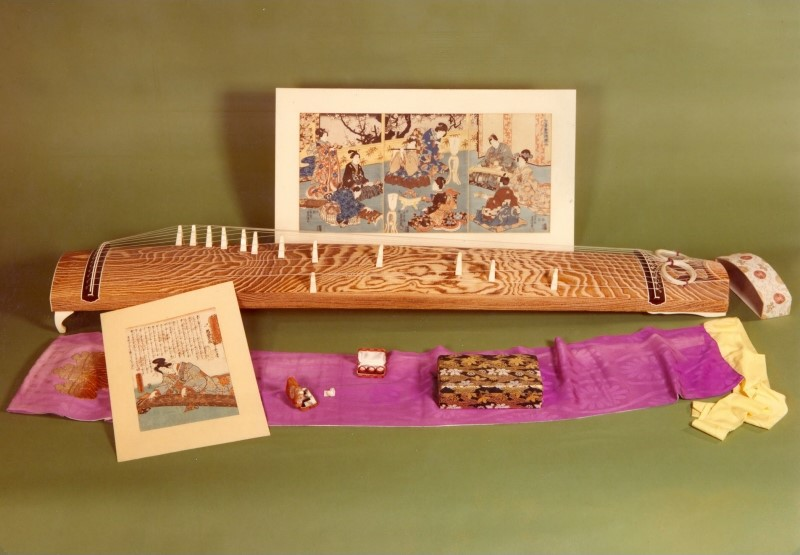
ベルリン楽器博物館所蔵

- 生田流箏 – 1780年頃2代目菊岡太助作。1962年（昭和37年）フィルハーモニー・ド・パリに寄贈した[30]。
- 箏 - 自作。1968年（昭和43年）ベルリン楽器博物館（ドイツ語版）に寄贈した[31]。

## 親族
- 父：松浦菅蔵 - 徳島県勝浦郡棚野村坂本（勝浦町坂本）の農家[1][1]。
- 母：サト[1]
- 兄：岡蔵 – 7歳上[1]。
- 養父：水野松太郎 – 1890年（明治23年）大阪で楽器店を創業した[32]。1932年（昭和7年）4月19日71歳で没[2]。
- 養母 – 1945年（昭和20年）77歳で没[2]。
- 妻：きく – 1914年（大正3年）3月結婚した[2]。
- 長男：善太郎 – 1944年（昭和19年）4月29日脳性小児麻痺で死去した[2]。
- 長女：道子 – 1921年（大正10年）12月6日生[33]。
- 甥：水野壮介 – 太平洋戦争から復員後養子に入り、楽器店を継いだ[4]。

水野楽器店は1990年（平成2年）9月6日3代目の甥白石英樹が脱サラして4代目を継ぎ、現在も伊丹市宮ノ前二丁目2番5号で営業を続ける。